# Pehr Hamberg

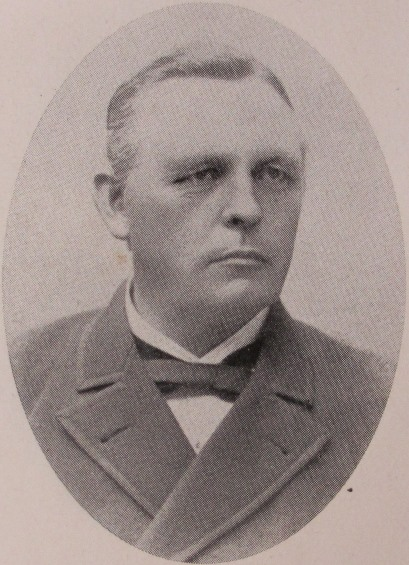
Pehr Hamberg.

Pehr Hamberg, född 13 februari 1840 i Hammerdals socken, Jämtlands län, död 9 november 1920 i Söderhamn, Gävleborgs län,  var en svensk bankman.
Hamberg blev student vid Uppsala universitet 1861 och studerade teologi till 1864, då han slog om och inriktade sig på handelsvetenskap. Han blev notarie i Mälareprovinsernas Enskilda Bank 1866, kamrer i Uppsala sparbank 1872, kamrer i Helsinglands Enskilda Bank 1873 och tjänsteman i Bergvik & Ala Nya AB i Söderhamn 1898. Han blev bokhållare och kassakontrollant i Söderhamns stads sparbank 1900 och kamrer där 1905. Han var även bland annat ledamot av Söderhamns stadsfullmäktige, drätselkammaren och styrelsen för flickläroverket.